# Convolvulus linoides
Convolvulus linoides är en vindeväxtart som beskrevs av Joseph Friedrich Nicolaus Bornmüller. Convolvulus linoides ingår i släktet vindor, och familjen vindeväxter. Inga underarter finns listade i Catalogue of Life.